# Technika kompozytorska
Technika kompozytorska – sposób organizowania elementów dzieła muzycznego (takich jak np. rytm lub harmonia). Zastosowanie techniki kompozytorskiej warunkuje fakturę utworu.

## Przykłady technik kompozytorskich
- Aleatoryzm
- Cantus firmus
- Dodekafonia
- Fauxbourdon
- Fugowanie
- Izorytmia
- Przeimitowanie